# ヴィスワナータン・アーナンド
ヴィスワナータン・アーナンド（விஸ்வநாதன் ஆனந்த்、Viswanathan Anand、1969年12月11日 - ）はインドのチェスプレーヤーでグランドマスター。マドラス（現：チェンナイ）生まれ。英語表記から「ビスワナサン・アナンド」とも呼ばれる。なおこの名前はアーナンドが名であり、ヴィスワナータンは父称である。

## 経歴・人物
15歳の時にインターナショナル・マスターになり、翌年インドチャンピオンになり、さらに翌年には世界ジュニアチャンピオンとなった後、18歳で同国初のグランドマスターになるという快挙を成し遂げた。若いころは特に驚異的な早指しで有名で、それはトップレベルの大会に参加するようになってもほとんど変わらなかった。
プロチェス協会（PCA）の世界選手権予選で、マイケル・アダムズ、ゲイタ・カムスキーを連破したヴィスワナータンは、95年に世界貿易センターでチャンピオン、ガルリ・カスパロフへの挑戦試合を行ない、一時はリードを奪ったが7.5-10.5で敗北した。
2000年に、国際チェス連盟（FIDE）の新たなノックアウト方式の選手権では、イランのテヘランで行なわれた大会の決勝でアレクセイ・シロフを破り、この年のFIDE世界チャンピオンとなった。
2003年10月には、フランスのキャプ・ダグドで行なわれたFIDEの快速世界選手権（持時間25分＋1手30秒累加）に参加し、決勝でウラジーミル・クラムニクを破って優勝した。
2005年にはアルゼンチンのサン・ルイスで行なわれた8人総当りのFIDE世界選手権に出場、ベセリン・トパロフに次いで同率2位に終わった。
2007年にはメキシコシティで行なわれた同方式のFIDE世界選手権に出場、単独優勝を遂げ、再び世界チャンピオンとなった。
2008年に、クラムニクとの再戦マッチを3勝7引き分け1敗で防衛。
2010年にトパロフを3勝7引き分け2敗で退け統一世界チャンピオンとなった。
2013年11月22日、故郷のインドで開催された世界選手権において挑戦者のマグヌス・カールセンに勝ち越され、王座から陥落。

### その他
小惑星(4538) Vishyanandはアーナンドの名前にちなんで命名された。